# Martigné-Briand
Martigné-Briand é uma ex-comuna francesa na região administrativa da Pays de la Loire, no departamento de Maine-et-Loire. Estendeu-se por uma área de 27,21 km². Em 2010 a comuna tinha 1 872 habitantes (densidade: 68,8 hab./km²).
Em 1 de janeiro de 2017 foi fundida com as comunas de Chavagnes e Notre-Dame-d'Allençon para a criação da nova comuna de Terranjou.